# Championnat de France de basket-ball de deuxième division 2020-2021
Navigation
Saison 2019-2020 Saison 2021-2022
La saison 2020-2021 de Pro B est la quatre-vingt-deuxième édition du deuxième plus haut niveau du championnat de France masculin de basket-ball, la trente-cinquième sous l'appellation « Pro B ». Les meilleures équipes de la division accèdent à la Jeep Elite la saison suivante.
| \| Aix Maurienne Antibes Blois Denain Évreux Fos-sur-Mer Lille Nancy Nantes Poitiers Quimper Rouen Souffelweyersheim St-Chamond St-Quentin Clermont Paris Gries \| Localisation des clubs engagés. |
| Aix Maurienne Antibes Blois Denain Évreux Fos-sur-Mer Lille Nancy Nantes Poitiers Quimper Rouen Souffelweyersheim St-Chamond St-Quentin Clermont Paris Gries                                       |

## Formule
Dix-huit clubs professionnels s'affrontent lors de la saison régulière qui se déroule d'octobre 2020 à mai 2021. Chaque équipe dispute trente-quatre matchs, dont dix-sept à domicile et dix-sept à l'extérieur, soit deux rencontres contre chaque adversaire de la division. À l'issue de la saison, les équipes classées 17e et 18e sont reléguées en NM1. Elles sont remplacées par les deux clubs promus de cette même division sous condition de satisfaire aux règles du contrôles de la gestion financière et au cahier des charges imposé aux clubs de Pro B. En cas de défection des clubs promus de NM1 à ces conditions, le 17e voire le 18e de Pro B peuvent être repêchés.
Les équipes classées de la 2e à la 8e place lors de la saison régulière sont qualifiées pour les playoffs, en compagnie du vainqueur de la Leaders Cup de Pro B, ou du 9e de saison régulière dans le cas où le vainqueur de la Leaders Cup de Pro B termine la saison régulière dans les huit premiers ou se trouve relégué en NM1. Ce tournoi se tient en mai et juin 2021, après la saison régulière. Le vainqueur de la saison régulière et le vainqueur des playoffs accèdent à la Jeep Elite la saison suivante.
Depuis la saison 2014-2015, les 18 équipes disputent la Leaders Cup de Pro B. Cette compétition se déroule dans un premier temps sous forme de poules géographiques (6 poules géographiques de 3 équipes). À l'issue de la première phase, les 8 meilleures équipes (les premiers de chaque groupe et les meilleurs seconds) disputent la phase finale. La finale normalement prévue en février 2021 à Disneyland Paris en lever de rideau de la finale de la Leaders Cup de Pro A est organisée à huis clos du fait de la pandémie de Covid-19 à la Halle Parsemain de Fos-sur-Mer le 22 novembre 2020. Le vainqueur se verra offrir une qualification directe pour les playoffs d'accession :
- si le club vainqueur est classé de 1 à 8 à la fin de la saison régulière, le club classé 9e participera aux playoffs d'accession
- si le club vainqueur est classé de 9 à 16, il fera les playoffs d'accession avec les clubs classés de 2 à 8
- si le club vainqueur est classé 17 ou 18e à la fin de la saison régulière et relégable en NM1, il ne participera pas aux playoffs d'accession et sera remplacé par le 9e de la saison régulière.

En raison de la pandémie de coronavirus, les playoffs sont annulés. La première et la deuxième place sont synonymes d'accession en Jeep Elite.

## Clubs participants

### Clubs engagés
En raison de la pandémie de Covid-19 et de l'arrêt des compétitions qui en a découlé, aucune promotion ni relégation n'a été effectuée. Les dix-huit participants à la compétition sont donc les mêmes que la saison précédente.
| Club                   | Class. 2020 | Entraîneur               | Salle                                                                 | Capacité    | Ville(s)               |
| ---------------------- | ----------- | ------------------------ | --------------------------------------------------------------------- | ----------- | ---------------------- |
| Aix-Maurienne SB       | 16e         | Emmanuel Schmitt         | Halle Marlioz                                                         | 1 499       | Aix-les-Bains          |
| Olympique d'Antibes    | 4e          | Daniel Goethals          | Azurarena Antibes                                                     | 4 353       | Antibes                |
| ADA Blois              | 1re         | Mickaël Hay              | Salle du Jeu de Paume                                                 | 2 339       | Blois                  |
| ASC Denain Voltaire PH | 7e          | Rémy Valin               | Salle Jean Degros                                                     | 1 940       | Denain                 |
| ALM Évreux             | 15e         | Nedeljko Ašćerić         | Centre Omnisports - Salle Jean Fourré                                 | 3 290       | Évreux                 |
| Fos PB                 | 12e         | Rémi Giuitta             | Halle des sports Parsemain                                            | 1 750       | Fos-sur-Mer            |
| BC Gries-Oberhoffen    | 14e         | Ludovic Pouillart        | Espace Sport La Foret                                                 | 1 300       | Gries                  |
| Lille MBC              | 6e          | Jean-Marc Dupraz         | Palais des sports Saint-Sauveur                                       | 1 816       | Lille                  |
| SLUC Nancy             | 3e          | François Peronnet        | Palais des sports Jean-Weille                                         | 5 942       | Nancy                  |
| Nantes BH              | 9e          | Jean-Baptiste Lecrosnier | La Trocardière                                                        | 4 226       | Nantes                 |
| Paris Basketball       | 10e         | Jean-Christophe Prat     | Halle Georges-Carpentier                                              | 4 746       | Paris                  |
| Poitiers Basket 86     | 18e         | Jérôme Navier            | Salle Saint-Éloi                                                      | 2 270       | Poitiers               |
| UJAP Quimper           | 2e          | Laurent Foirest          | Salle omnisports Michel-Gloaguen                                      | 2 102       | Quimper                |
| Rouen MB               | 11e         | Alexandre Ménard         | Kindarena                                                             | 5 502       | Rouen                  |
| Saint-Chamond Basket   | 5e          | Alain Thinet             | Halle André Boulloche                                                 | 1 138       | Saint-Chamond          |
| Saint-Quentin BB       | 17e         | Julien Mahé              | Palais des Sports Pierre Ratte                                        | 3 132       | Saint-Quentin          |
| BC Souffelweyersheim   | 8e          | Stéphane Éberlin         | Salle des Sept Arpents                                                | 632         | Souffelweyersheim      |
| JA Vichy-Clermont      | 13e         | Guillaume Vizade         | Palais des Sports Pierre Coulon Maison des Sports de Clermont-Ferrand | 3 126 4 534 | Vichy Clermont-Ferrand |

## Saison régulière

### Classement
| Rang | Équipe            | %  | J  | G  | P  | Pp   | Pc   | GA   |
| ---- | ----------------- | -- | -- | -- | -- | ---- | ---- | ---- |
| 1    | Fos-sur-Mer L     | 68 | 34 | 23 | 11 | 2816 | 2630 | 186  |
| 2    | Paris             | 68 | 34 | 23 | 11 | 2921 | 2608 | 313  |
| 3    | Saint-Quentin     | 65 | 34 | 22 | 12 | 2858 | 2693 | 165  |
| 4    | Nancy             | 62 | 34 | 21 | 13 | 2850 | 2736 | 114  |
| 5    | Denain            | 62 | 34 | 21 | 13 | 2587 | 2542 | 45   |
| 6    | Quimper           | 62 | 34 | 21 | 13 | 2682 | 2539 | 143  |
| 7    | Blois             | 59 | 34 | 20 | 14 | 2690 | 2619 | 71   |
| 8    | Gries Oberhoffen  | 56 | 34 | 19 | 15 | 2893 | 2858 | 35   |
| 9    | Lille             | 53 | 34 | 18 | 16 | 2596 | 2564 | 32   |
| 10   | Nantes            | 50 | 34 | 17 | 17 | 2687 | 2645 | 42   |
| 11   | Vichy-Clermont    | 47 | 34 | 16 | 18 | 2870 | 2879 | -9   |
| 12   | Évreux            | 47 | 34 | 16 | 18 | 2710 | 2784 | -74  |
| 13   | Souffelweyersheim | 44 | 34 | 15 | 19 | 2673 | 2675 | -2   |
| 14   | Rouen             | 38 | 34 | 13 | 21 | 2708 | 2839 | -131 |
| 15   | Aix-Maurienne     | 35 | 34 | 12 | 22 | 2618 | 2777 | -159 |
| 16   | Saint-Chamond     | 32 | 34 | 11 | 23 | 2682 | 2851 | -169 |
| 17   | Antibes           | 29 | 34 | 10 | 24 | 2501 | 2690 | -189 |
| 18   | Poitiers          | 24 | 34 | 8  | 26 | 2524 | 2937 | -413 |

| Légende :                                                                   |
| - Champion de Pro B et promotion en Jeep Elite                              |
| - Promotion en Betclic Élite                                                |
| - Repêché à la suite de la fusion de Souffelweyersheim et Gries Oberhoffen. |
| - Relégation en NM1                                                         |
|                                                                             |
| L : Vainqueur de la Leaders Cup Pro B                                       |

### Matches
| Résultats (dom.\ext.)                                              | AIX   | ANT   | BLO   | DEN   | EVR     | FOS    | GRI    | LIL    | NCY    | NAN   | PAR    | POI    | QUI   | ROU     | STC    | STQ    | SOU    | VIC     |
| Aix Maurienne                                                      |       | 59-67 | 80-73 | 66-73 | 67-64   | 88-89  | 93-83  | 91-88  | 75-83  | 84-82 | 77-110 | 76-69  | 66-91 | 102-106 | 69-72  | 89-86  | 77-83  | 69-93   |
| Antibes                                                            | 63-76 |       | 72-77 | 68-69 | 75-63   | 79-73  | 89-79  | 58-74  | 69-77  | 76-67 | 66-88  | 68-72  | 58-73 | 70-77   | 88-79  | 83-79  | 72-86  | 86-92   |
| Blois                                                              | 83-65 | 79-53 |       | 63-79 | 84-91   | 78-80  | 81-91  | 68-74  | 97-112 | 85-82 | 82-75  | 93-72  | 83-68 | 70-57   | 90-81  | 94-91  | 78-60  | 88-87   |
| Denain                                                             | 75-69 | 79-77 | 68-77 |       | 82-76   | 73-77  | 92-104 | 69-65  | 92-69  | 64-72 | 77-73  | 64-62  | 58-80 | 76-54   | 74-78  | 74-75  | 86-82  | 90-81   |
| Évreux                                                             | 80-83 | 76-81 | 81-73 | 78-84 |         | 62-70  | 79-74  | 75-63  | 90-87  | 78-86 | 72-79  | 88-90  | 86-83 | 80-85   | 79-71  | 81-79  | 107-96 | 95-105  |
| Fos sur Mer                                                        | 84-74 | 97-92 | 66-69 | 83-89 | 89-72   |        | 87-61  | 69-77  | 78-76  | 78-83 | 87-75  | 90-89  | 66-75 | 93-84   | 101-73 | 73-71  | 72-66  | 64-62   |
| Gries Oberhoffen                                                   | 89-83 | 93-79 | 81-71 | 85-89 | 70-71   | 76-103 |        | 99-103 | 100-95 | 91-85 | 81-76  | 88-74  | 65-80 | 84-67   | 101-86 | 82-86  | 97-92  | 96-97   |
| Lille                                                              | 87-79 | 68-58 | 92-66 | 72-55 | 73-82   | 75-80  | 66-75  |        | 79-96  | 98-92 | 70-92  | 92-66  | 57-63 | 80-76   | 92-83  | 101-86 | 70-61  | 74-50   |
| Nancy                                                              | 93-78 | 96-92 | 76-87 | 75-74 | 77-75   | 76-71  | 82-73  | 70-75  |        | 66-58 | 83-96  | 93-73  | 62-50 | 76-69   | 92-88  | 95-83  | 75-69  | 107-83  |
| Nantes                                                             | 89-79 | 96-67 | 74-90 | 79-74 | 81-84   | 71-89  | 79-88  | 72-55  | 78-70  |       | 76-78  | 86-69  | 93-91 | 85-69   | 76-86  | 61-85  | 102-97 | 91-70   |
| Paris                                                              | 89-85 | 81-75 | 64-70 | 80-72 | 92-79   | 92-102 | 93-72  | 80-57  | 83-69  | 71-58 |        | 107-80 | 87-69 | 103-89  | 108-81 | 83-90  | 90-70  | 99-74   |
| Poitiers                                                           | 81-74 | 75-81 | 66-76 | 59-72 | 85-90   | 79-110 | 84-98  | 80-75  | 68-103 | 66-64 | 72-71  |        | 49-67 | 59-87   | 92-87  | 77-75  | 70-101 | 85-91   |
| Quimper                                                            | 77-83 | 69-67 | 73-68 | 76-85 | 89-73   | 94-90  | 81-78  | 104-73 | 80-84  | 78-77 | 72-67  | 101-86 |       | 92-80   | 92-82  | 70-75  | 84-73  | 84-76   |
| Rouen                                                              | 70-73 | 87-81 | 70-73 | 94-89 | 112-113 | 79-85  | 83-89  | 65-83  | 83-80  | 76-90 | 89-84  | 99-78  | 79-74 |         | 70-78  | 59-100 | 88-81  | 105-100 |
| Saint-Chamond                                                      | 82-94 | 89-68 | 85-76 | 90-66 | 84-85   | 79-73  | 87-72  | 65-86  | 84-85  | 63-71 | 76-107 | 83-61  | 78-86 | 69-87   |        | 79-83  | 60-71  | 67-96   |
| Saint-Quentin                                                      | 83-66 | 86-75 | 99-84 | 62-69 | 84-66   | 80-78  | 77-93  | 89-66  | 88-79  | 72-69 | 85-71  | 110-81 | 79-76 | 80-75   | 85-92  |        | 88-81  | 101-86  |
| Souffelweyersheim                                                  | 72-74 | 73-54 | 66-79 | 69-73 | 68-67   | 78-75  | 79-87  | 79-72  | 98-93  | 77-79 | 67-82  | 92-76  | 68-66 | 89-77   | 80-70  | 100-79 |        | 89-98   |
| Vichy-Clermont                                                     | 68-65 | 86-94 | 88-85 | 72-82 | 93-72   | 83-94  | 89-98  | 71-64  | 100-98 | 81-83 | 84-95  | 85-79  | 88-74 | 92-72   | 95-75  | 85-87  | 69-72  |         |
| - Victoire à domicile - Victoire à l'extérieur - Match non disputé |       |       |       |       |         |        |        |        |        |       |        |        |       |         |        |        |        |         |

### Évolution du classement
| Journées →        | 1     | 2     | 3     | 4     | 5     | 6     | 7     | 8     | 9 | 10 | 11 | 12 | 13 | 14 | 15 | 16 | 17 | 18 | 19 | 20 | 21 | 22 | 23 | 24 | 25 | 26 | 27 | 28 | 29 | 30 | 31 | 32 | 33 | 34 | En tête | PO | Rel. |
|                   |       |       |       |       |       |       |       |       |   |    |    |    |    |    |    |    |    |    |    |    |    |    |    |    |    |    |    |    |    |    |    |    |    |    |         |    |      |
| ----------------- | ----- | ----- | ----- | ----- | ----- | ----- | ----- | ----- | - | -- | -- | -- | -- | -- | -- | -- | -- | -- | -- | -- | -- | -- | -- | -- | -- | -- | -- | -- | -- | -- | -- | -- | -- | -- | ------- | -- | ---- |
| Aix-Maurienne     | 13 -1 | 17 -2 | 3 -2  | 3 -3  | 3 -4  | 3 -5  | 3 -6  | 3 -7  |   |    |    |    |    |    |    |    |    |    |    |    |    |    |    |    |    |    |    |    |    |    |    |    |    |    |         | 6  | 1    |
| Antibes           | 4     | 6     | 8     | 8 -1  | 8 -2  | 8 -3  | 8 -4  | 8 -5  |   |    |    |    |    |    |    |    |    |    |    |    |    |    |    |    |    |    |    |    |    |    |    |    |    |    |         | 8  |      |
| Blois             | 2     | 1     | 1     | 1 -1  | 1 -2  | 1 -3  | 1 -4  | 1 -5  |   |    |    |    |    |    |    |    |    |    |    |    |    |    |    |    |    |    |    |    |    |    |    |    |    |    | 7       | 1  |      |
| Denain            | 12    | 9     | 12    | 12 -1 | 12 -2 | 12 -3 | 12 -4 | 12 -5 |   |    |    |    |    |    |    |    |    |    |    |    |    |    |    |    |    |    |    |    |    |    |    |    |    |    |         |    |      |
| Evreux            | 9     | 11    | 14 -1 | 14 -2 | 14 -3 | 14 -4 | 14 -5 | 14 -6 |   |    |    |    |    |    |    |    |    |    |    |    |    |    |    |    |    |    |    |    |    |    |    |    |    |    |         |    |      |
| Fos-sur-Mer       | 6     | 4 -1  | 10 -1 | 10 -2 | 10 -3 | 10 -4 | 10 -5 | 10 -6 |   |    |    |    |    |    |    |    |    |    |    |    |    |    |    |    |    |    |    |    |    |    |    |    |    |    |         | 3  |      |
| Gries Oberhoffen  | 10    | 7     | 11    | 11 -1 | 11 -2 | 11 -3 | 11 -4 | 11 -5 |   |    |    |    |    |    |    |    |    |    |    |    |    |    |    |    |    |    |    |    |    |    |    |    |    |    |         | 1  |      |
| Lille             | 14 -1 | 12 -1 | 16 -1 | 16 -2 | 16 -3 | 16 -4 | 16 -5 | 16 -6 |   |    |    |    |    |    |    |    |    |    |    |    |    |    |    |    |    |    |    |    |    |    |    |    |    |    |         |    |      |
| Nancy             | 5     | 2     | 7     | 7 -1  | 7 -2  | 7 -3  | 7 -4  | 7 -5  |   |    |    |    |    |    |    |    |    |    |    |    |    |    |    |    |    |    |    |    |    |    |    |    |    |    |         | 8  |      |
| Nantes            | 15 -1 | 18 -2 | 5 -2  | 5 -3  | 5 -4  | 5 -5  | 5 -6  | 5 -7  |   |    |    |    |    |    |    |    |    |    |    |    |    |    |    |    |    |    |    |    |    |    |    |    |    |    |         | 6  | 1    |
| Paris             | 16 -1 | 16 -2 | 2 -2  | 2 -3  | 2 -4  | 2 -5  | 2 -6  | 2 -7  |   |    |    |    |    |    |    |    |    |    |    |    |    |    |    |    |    |    |    |    |    |    |    |    |    |    |         | 6  |      |
| Poitiers          | 11    | 14 -1 | 17 -1 | 17 -2 | 17 -3 | 17 -4 | 17 -5 | 17 -6 |   |    |    |    |    |    |    |    |    |    |    |    |    |    |    |    |    |    |    |    |    |    |    |    |    |    |         |    | 6    |
| Quimper           | 17 -1 | 15 -2 | 18 -3 | 18 -4 | 18 -5 | 18 -6 | 18 -7 | 18 -8 |   |    |    |    |    |    |    |    |    |    |    |    |    |    |    |    |    |    |    |    |    |    |    |    |    |    |         |    | 7    |
| Rouen             | 8     | 5     | 9     | 9 -1  | 9 -2  | 9 -3  | 9 -4  | 9 -5  |   |    |    |    |    |    |    |    |    |    |    |    |    |    |    |    |    |    |    |    |    |    |    |    |    |    |         | 2  |      |
| Saint-Chamond     | 1     | 8     | 6     | 6 -1  | 6 -2  | 6 -3  | 6 -4  | 6 -5  |   |    |    |    |    |    |    |    |    |    |    |    |    |    |    |    |    |    |    |    |    |    |    |    |    |    | 1       | 7  |      |
| Saint-Quentin     | 7     | 10 -1 | 13 -1 | 13 -2 | 13 -3 | 13 -4 | 13 -5 | 13 -6 |   |    |    |    |    |    |    |    |    |    |    |    |    |    |    |    |    |    |    |    |    |    |    |    |    |    |         | 1  |      |
| Souffelweyersheim | 18 -1 | 13 -1 | 15 -2 | 15 -3 | 15 -4 | 15 -5 | 15 -6 | 15 -7 |   |    |    |    |    |    |    |    |    |    |    |    |    |    |    |    |    |    |    |    |    |    |    |    |    |    |         |    | 1    |
| Vichy-Clermont    | 3     | 3 -1  | 4 -2  | 4 -3  | 4 -4  | 4 -5  | 4 -6  | 4 -7  |   |    |    |    |    |    |    |    |    |    |    |    |    |    |    |    |    |    |    |    |    |    |    |    |    |    |         | 8  |      |

1. ↑  Fos-sur-Mer remporte la Leaders Cup Pro B lors de la 8e journée, débloquant ainsi la 8e place qualificative en playoffs d'accession en Jeep Élite. Cette place revient à Fos-sur-Mer s'ils terminent le championnat entre la 9e et la 16e place, au 9e du championnat sinon.

En exposant vert (+1, +2...), les équipes comptant un ou plusieurs matchs d'avance :
En exposant rouge (-1, -2...), les équipes comptant un ou plusieurs matchs de retard :
1. ↑  Plusieurs matchs de la 1re journée sont reportés :
  - Nantes - Lille est reporté entre la 4e et la 5e journée pour cas de coronavirus[2];
  - Aix-Maurienne - Quimper, Souffelweyersheim - Paris et  sont reportés à une date ultérieure pour cas de coronavirus[3],[2].
2. ↑  Plusieurs matchs de la 2e journée sont reportés :
  - Poitiers - Fos-sur-Mer, Saint-Quentin - Aix-Maurienne, Vichy-Clermont - Nantes et Quimper - Paris sont reportés à une date ultérieure pour cas de coronavirus[4].
3. ↑  Plusieurs matchs de la 3e journée sont reportés :
  - Souffelweyersheim - Vichy-Clermont et Quimper - Évreux sont reportés à une date ultérieure pour cas de coronavirus[5].
4. ↑  L'intégralité des matchs de la 4e journée est reportée en raison du confinement[6],[7] : 
  - Blois - Aix-Maurienne, Lille - Quimper, Nantes - Saint-Chamond, Fos-sur-Mer - Souffelweyersheim, Vichy-Clermont - Nancy, Gries-Oberhoffen - Denain, Evreux - Antibes, Saint-Quentin - Rouen et Poitiers - Paris sont reportés à une date ultérieure.
5. ↑  L'intégralité des matchs de la 5e journée est reportée en raison du confinement[6],[7] : 
  - Quimper - Fos-sur-Mer, Nancy - Gries-Oberhoffen, Antibes - Poitiers, Saint-Chamond - Blois, Denain - Lille, Souffelweyersheim - Nantes, Paris - Saint-Quentin, Rouen - Evreux et Aix-Maurienne - Vichy-Clermont sont reportés à une date ultérieure.
6. ↑  L'intégralité des matchs de la 6e journée est reportée en raison du confinement[6],[7] : 
  - Blois - Quimper, Lille - Antibes, Nantes - Aix-Maurienne, Fos-sur-Mer - Saint-Chamond, Vichy-Clermont - Denain, Gries-Oberhoffen - Rouen, Evreux - Paris, Saint-Quentin - Nancy et Poitiers - Souffelweyersheim sont reportés à une date ultérieure.
7. ↑  L'intégralité des matchs de la 7e journée est reportée en raison du confinement[6],[7] : 
  - Quimper - Saint-Quentin, Nancy - Aix-Maurienne, Antibes - Vichy-Clermont, Saint-Chamond - Souffelweyersheim, Denain - Fos-sur-Mer, Paris - Nantes, Rouen - Poitiers, Gries-Oberhoffen - Lille et Evreux - Blois sont reportés à une date ultérieure.
8. ↑  L'intégralité des matchs de la 8e journée est reportée en raison du confinement[6],[7] : 
  - Blois - Lille, Quimper - Nancy, Saint-Chamond - Saint-Quentin, Souffelweyersheim - Denain, Nantes - Antibes, Fos-sur-Mer - Paris, Vichy - Gries-Oberhoffen, Aix-Maurienne - Rouen et Poitiers - Evreux sont reportés à une date ultérieure.

## Playoffs d'accession
En raison de la pandémie de coronavirus, les playoffs sont annulés. La première et la deuxième place sont synonymes d'accession en Jeep Elite.

## Leaders Cup

### Phase de groupes
Les 18 équipes participant au championnat sont réparties en six poules géographiques de trois équipes. Chaque équipe dispute quatre rencontres en tout (deux à domicile et deux à l'extérieur). Les équipes terminant à la première place de leur poule ainsi que les deux meilleurs deuxièmes sont qualifiés pour le tableau final.
| Groupe A | Groupe B | Groupe C      | Groupe D          | Groupe E       | Groupe F      |
| -------- | -------- | ------------- | ----------------- | -------------- | ------------- |
| Quimper  | Évreux   | Denain        | Gries             | Blois          | Aix-Maurienne |
| Nantes   | Paris    | Lille         | Nancy             | Saint-Chamond  | Antibes       |
| Poitiers | Rouen    | Saint-Quentin | Souffelweyersheim | Vichy-Clermont | Fos-sur-Mer   |

### Tableau final
À l'issue de la phase de groupes, le premier de chaque poule et les deux meilleurs deuxièmes sont qualifiés pour les quarts de finale. Cette saison, tous les matchs se jouent en un match sec, pendant le confinement du mois de novembre. Les quarts de finale se jouent les 13 et 14 novembre, les demi-finales le 17 novembre et la finale le 22 novembre.
Le vainqueur de cette Leaders Cup Pro B obtient, sous conditions, une place en playoffs d'accession en Jeep Élite.
|  | Quarts de finale | Quarts de finale  | Quarts de finale |         |       | Demi-finales | Demi-finales | Demi-finales |  |  | Finale | Finale      | Finale |
|  |                  |                   |                  |         |       |              |              |              |  |  |        |             |        |
|  | 1                | Fos-sur-Mer       | 78               |         |       |              |              |              |  |  |        |             |        |
|  | 8                | Souffelweyersheim | 73               |         |       |              |              |              |  |  |        |             |        |
|  | 8                | Souffelweyersheim | 73               |         | 1     | Fos-sur-Mer  | 76           |              |  |  |        |             |        |
|  |                  |                   |                  |         | 1     | Fos-sur-Mer  | 76           |              |  |  |        |             |        |
|  |                  | 5                 | Nancy            | 65      |       |              |              |              |  |  |        |             |        |
|  | 4                | 5                 | Nancy            | 65      | Blois | 86           |              |              |  |  |        |             |        |
|  | 4                |                   |                  |         | Blois | 86           |              |              |  |  |        |             |        |
|  | 5                | Nancy             | 107              |         |       |              |              |              |  |  |        |             |        |
|  |                  |                   |                  |         |       |              |              |              |  |  | 1      | Fos-sur-Mer | 68     |
|  |                  |                   | 2                | Quimper | 57    |              |              |              |  |  |        |             |        |
|  | 2                | Quimper           | 74               |         |       |              |              |              |  |  |        |             |        |
|  | 7                | Nantes            | 68               |         |       |              |              |              |  |  |        |             |        |
|  | 7                | Nantes            | 68               |         | 2     | Quimper      | 89           |              |  |  |        |             |        |
|  |                  |                   |                  |         | 2     | Quimper      | 89           |              |  |  |        |             |        |
|  |                  | 3                 | Paris            | 80      |       |              |              |              |  |  |        |             |        |
|  | 3                | 3                 | Paris            | 80      | Paris | 89           |              |              |  |  |        |             |        |
|  | 3                |                   |                  |         | Paris | 89           |              |              |  |  |        |             |        |
|  | 6                | Denain            | 80               |         |       |              |              |              |  |  |        |             |        |